# みず木町
みず木町（みずきちょう）は、神奈川県横浜市金沢区の地名。「丁目」の設定のない単独町名である。住居表示未実施区域。町域のほとんどを山林と斎場が占め、居住人口0人の街である。

## 歴史
昭和50年代において、横浜市内の斎場は市営の久保山と戸塚、民間の西寺尾の3か所のみで、整備は立ち遅れていた。市域南部の人口増加を見越し、横浜市は1984年2月に釜利谷町の横浜横須賀道路（横横道路）朝比奈インターチェンジ北西の一角に、1987年度の操業開始を目標とした南部斎場の建設計画を発表した。しかし、横横道路を挟んだ東側の新興住宅地の住民は「用地選定に問題がある」として強硬に反対した。市と自治会との数十回に及ぶ話し合いの結果1989年7月に和解が成立。敷地面積のうち開発造成地を1/4程度に抑え、住宅地からの景観を違和感のないよう配慮した。1991年1月21日、釜利谷町から南部斎場の敷地を含む一角を分離し、みず木町を新設。町名は、この地に自生するミズキに由来し、緑豊かな町となるよう願って名付けられた。横浜市南部斎場は、1991年9月に竣工した。

## 地理
金沢区南西部に位置し、横横道路と横浜自然観察の森に挟まれた、やや南北に長い町域を持つ。北から東にかけて釜利谷町、南東は朝比奈町、南西は鎌倉市十二所、西側は栄区上郷町に接する。県道原宿六ツ浦線（環状4号）と県道金沢鎌倉線、横横道路朝比奈ICが接続する朝比奈交差点から南部斎場へのアプローチ道路が伸びている。金沢八景駅と大船駅・上郷ネオポリスなどとを結ぶ神奈川中央交通バス「隧道東口」、金沢八景駅と鎌倉駅を結ぶ京浜急行バス「相武隧道」停留所が最寄りとなる。

## 事業所
2021年（令和3年）現在の経済センサス調査による事業所数と従業員数は以下の通りである。
| 町丁     | 事業所数 | 従業員数 |
| -------- | -------- | -------- |
| みず木町 | 2事業所  | 9人      |

### 事業者数の変遷
経済センサスによる事業所数の推移。
| 年                 | 事業者数 |
| ------------------ | -------- |
| 2016年（平成28年） | 1        |
| 2021年（令和3年）  | 2        |

### 従業員数の変遷
経済センサスによる従業員数の推移。
| 年                 | 従業員数 |
| ------------------ | -------- |
| 2016年（平成28年） | 4        |
| 2021年（令和3年）  | 9        |

## その他

### 日本郵便
- 郵便番号 : 236-0036[3]（集配局：横浜金沢郵便局[13]）

### 警察
町内の警察の管轄区域は以下の通りである。
| 番・番地等 | 警察署     | 交番・駐在所   |
| ---------- | ---------- | -------------- |
| 全域       | 金沢警察署 | 釜利谷西駐在所 |